# Théophile-Albert Hannotin
Pour les articles homonymes, voir Hannotin.
Théophile-Albert Hannotin, né le 7 juillet 1843 à Flize et mort en 1909, est un architecte français. 

## Biographie

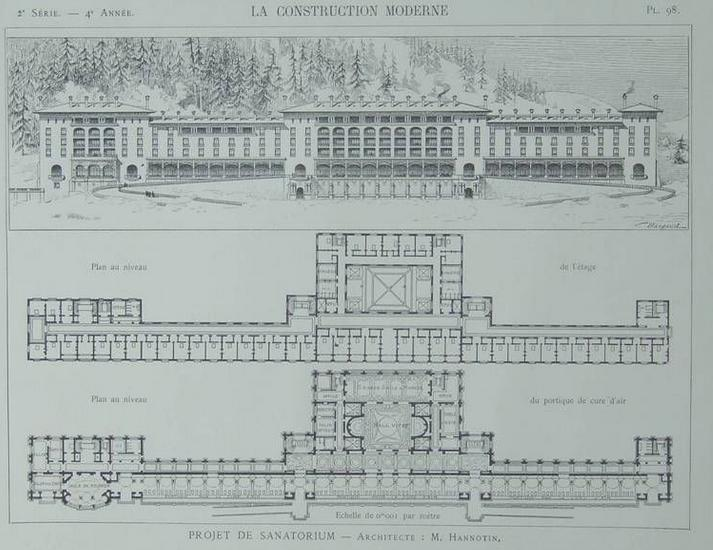
Paru dans La Construction moderne en 1894

Théophile-Albert Hannotin appartient à une famille d'hommes de loi des Ardennes. Son père, Marie Eugène Hippolyte, a été notaire et magistrat ; son oncle, Pierre Eugène, était notaire à Brieulles-sur-Bar (cet oncle est le grand-père d'Edmond Hannotin, sénateur des Ardennes). Cependant, le frère cadet de Théophile-Albert, Henri Paul, sera aussi architecte.
Théophile-Albert Hannotin est l'élève de François-Alexis Cendrier et de Jules André à l'école des beaux-arts de Paris, promotion de 1861.
Il s'établit à Lille vers 1863. Il est l'architecte de l'église de Flers. L'édifice en brique n'est  constitué que du chœur, du transept et de deux travées de la nef, il sera achevé dans les Années 1930. Son édifice le plus célèbre est la synagogue de Lille.
Il fut élu à la ville de Lille en 1896 et devint de 1896 à 1900 adjoint au maire, chargé du Service des travaux.
Lauréat de nombreux concours, il est admis parmi les membres de la société des architectes du département du Nord en 1872.

## Réalisations notables
- 1875-1876 : église du Sacré-Cœur de Flers-Sart[5]
- 1878 : château Ferlié-Lecomte, maintenant hôtel de ville de Croix[6]
- vers 1880 : hôtel Tilloy-Verhaeghe, boulevard Vauban (Lille)
- 1884-1888 : agrandissement des thermes de Saint-Amand-les-Eaux[7]
- 1889-1891 : synagogue de Lille[8].
- Hôtel de ville d'Hellemmes
- Laboratoire agronomique Florimond-Desprez, Cappelle-en-Pévèle
- Chapelle Delebart-Mallet, cimetière de l'Est (Lille)